# 布雷 (卢瓦-谢尔省)
布雷（法語：Bourré，法語發音：[buʁe]）是法国卢瓦-谢尔省的一个旧市镇，位于该省西南部，属于布卢瓦区。2016年1月1日，布雷与市镇蒙特里沙尔合并为新市镇蒙特里沙尔-瓦勒德谢尔。

## 地理
布雷（47°20'50"N, 1°13'35"E）面积4.84 平方千米，位于法国中央-卢瓦尔河谷大区卢瓦-谢尔省，该省份为法国中北部省份，北起厄尔-卢瓦省，东北接卢瓦雷省，东南接谢尔省，南至安德尔省，西南接安德尔-卢瓦尔省，西北接萨尔特省。
与布雷接壤的市镇（或旧市镇、城区）包括：昂热、谢尔河畔蒙图、蓬勒瓦、圣于连德谢东、蒙特里沙尔。
布雷的时区为UTC+01:00、UTC+02:00（夏令时）。

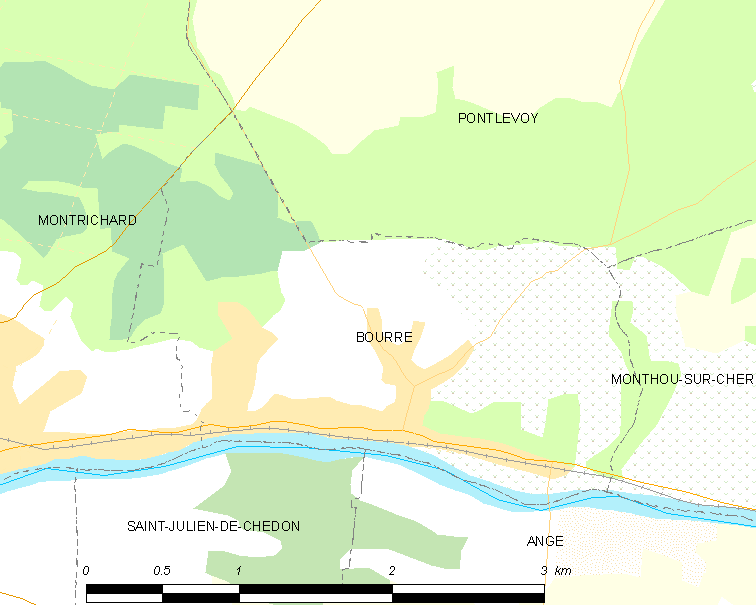
布雷的OSM定位图

## 行政
布雷的邮政编码为41400，INSEE市镇编码为41023。

## 政治
布雷所属的省级选区为蒙特里沙尔-瓦勒德谢尔县。

## 人口

1962-2008年间布雷人口变化图示

布雷于2018年1月1日时的人口数量为618人。